# سوليس جيرفي
69°24′N 28°42′E / 69.400°N 28.700°E
سوليس جيرفي هي بحيرة متوسطة الحجم تقع في منطقة مستجمعات المياه الرئيسي باتسجوكي. وهي تقع في منطقة شرق إقليم لابي (فنلندا) في فنلندا. البحيرة تقع في حدود فاتسري وهي منطقة برية.